# 雷筒

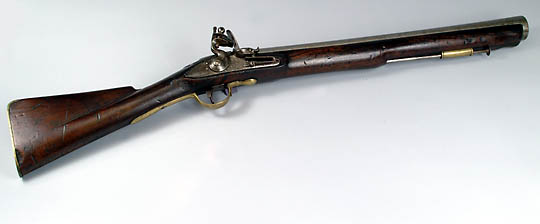
英國的燧發雷筒。

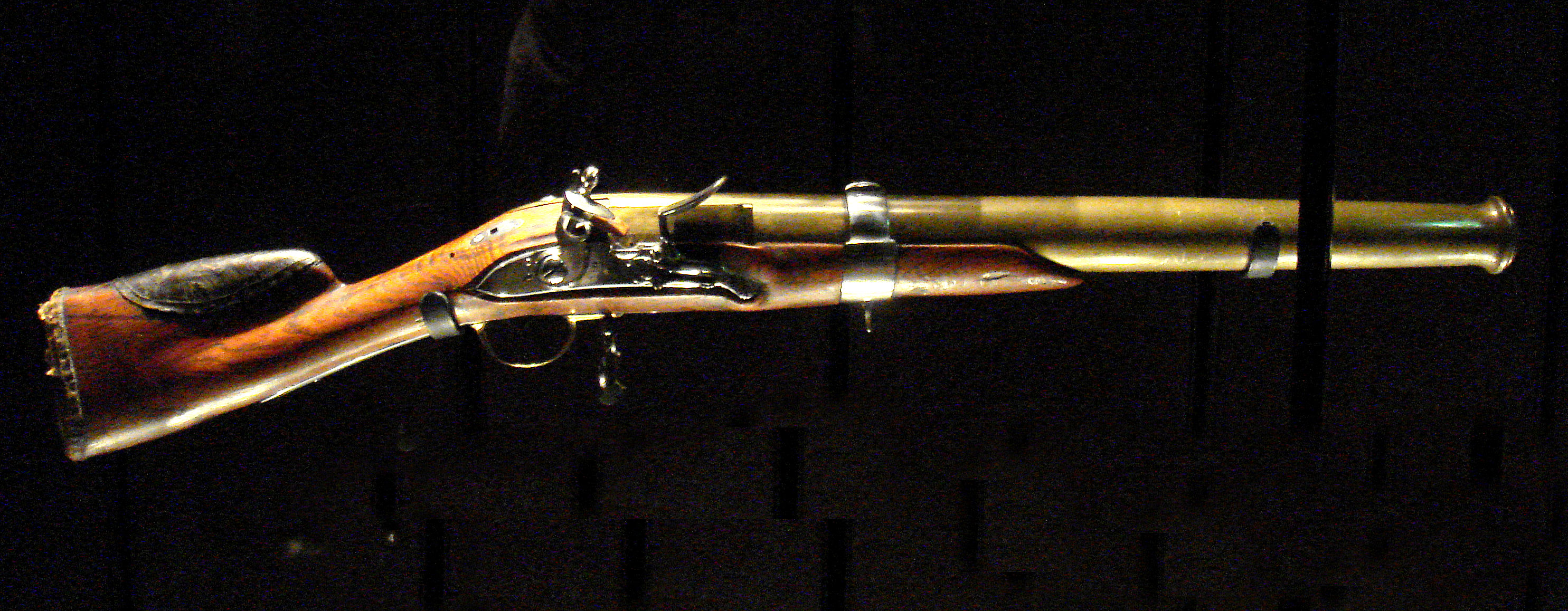
法國的雷筒，1760年。法文的雷筒稱作espingole。

雷筒、或作雷管（英語：Blunderbuss）是一種於17世纪至19世纪中叶期間流行的前裝彈藥的槍銃，有著大口徑的銃管，雷筒是散彈槍早期的型態，作為軍事與防禦用途。龍銃（dragon）就是拳銃版的雷筒，而龍騎兵（Dragoon）會叫作龍騎兵也是因此槍銃而得名。

## 字源
雷筒這個詞來自於荷蘭文字的donderbus，donder意義為「雷」，buss的意義為「管、筒」（中古荷蘭語）。

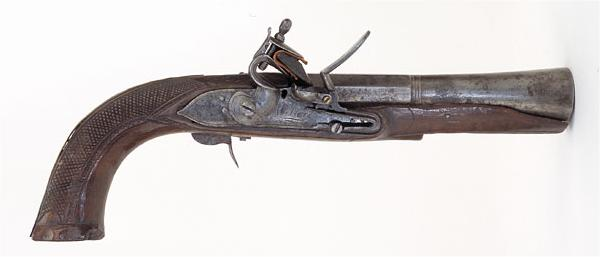
稱作龍的雷筒拳銃，於墨西哥Cerro Gordo的戰場中尋得。

## 構成
雷筒是早期的散彈槍，它可以裝填鐵塊、石塊或木塊，但這樣會導致銃管損傷，通常都是填裝許多比口徑還小的鉛彈丸。它的銃管由鋼或黃銅製成。喇叭型的銃口並不會增加射程，但裝藥時可以發揮像漏斗一樣的功能，易於在馬背或移動中的馬車上填裝。喇叭狀的銃口是雷筒與大口徑卡賓槍的不同之處。